# مايك لي هان
مايك لي هان (بالإنجليزية: Mike Le Han)‏ هو كاتب سيناريو ومخرج بريطاني، ولد في 1972 في Lea Marston ‏ في المملكة المتحدة.

## وصلات خارجية
- مايك لي هان على موقع IMDb (الإنجليزية)